# Roberto Saad
Roberto Saad (n. 3 de junio de 1961) es un exjugador argentino de tenis nacido en Tucumán. Saad alcanzó su posición más alta en el ranking en 1985 cuando fue Nº109 del mundo y tuvo un mayor éxito en la modalidad de dobles, logrando 2 títulos en 4 finales disputadas y alcanzando la posición Nº35 del ranking. Parte de su formación la recibió en Estados Unidos, jugando para la Wichita State University, convirtiéndose en el mejor tenista en representar esa institución.
Representó a Argentina en Copa Davis ganando su único partido de dobles que disputó en una serie frente a Uruguay. Luego de su retiro se convirtió en entrenador en la ciudad estadounidense de Fort Myers.

## Torneos ATP (2;0+2)

### Dobles (2)

#### Títulos
| Leyenda                |
| Grand Slam (0)         |
| Tennis Masters Cup (0) |
| ATP Masters Series (0) |
| ATP Tour (2)           |

| N.º | Fecha               | Torneo    | Superficie    | Pareja        | Oponentes en la final     | Resultado   |
| --- | ------------------- | --------- | ------------- | ------------- | ------------------------- | ----------- |
| 1.  | 18 de abril de 1988 | Seúl      | Dura          | Andrew Castle | Gary Donnelly Jim Grabb   | 6-7 6-4 7-6 |
| 2.  | 2 de agosto de 1993 | Kitzbühel | Tierra batida | Juan Garat    | Marius Barnard Tom Mercer | 6-4 3-6 6-3 |

#### Finalista (2)
| Leyenda                |
| Grand Slam (0)         |
| Tennis Masters Cup (0) |
| ATP Masters Series (0) |
| ATP Tour (2)           |

| N.º | Fecha                   | Torneo     | Superficie    | Pareja          | Oponentes en la final        | Resultado   |
| --- | ----------------------- | ---------- | ------------- | --------------- | ---------------------------- | ----------- |
| 1.  | 23 de diciembre de 1985 | Melbourne  | Hierba        | Brett Dickinson | Darren Cahill Peter Carter   | 6-7 1-6     |
| 2.  | 9 de agosto de 1993     | San Marino | Tierra batida | Juan Garat      | Daniel Orsanic Olli Rahnasto | 4-6 6-1 3-6 |